# 40 Below Summer
I 40 Below Summer sono stati un gruppo musicale statunitense formatosi nel 1998 nel New Jersey. La band si è sciolta nel 2005 dopo aver pubblicato quattro album e due EP.
Nella loro musica erano presenti anche elementi tipici del rap e alcune influenze jazz.

## Storia del gruppo
Il gruppo si forma quando il batterista Carlos Aguilar incontra il cantante Max Illidge.
Successivamente si unisce ai due i chitarristi Joe D'Amico e Jordan Plingos, e il bassista Hector Graziani. Nel 1999 pubblicano il loro primo album autoprodotto Side Show Freaks. Nel 2000 pubblicano l'EP Rain. Nel 2001 firmano un contratto con la London-Sire Records grazie alla quale nell'ottobre pubblicano Invitation to the Dance. L'album viene prodotto tra gli altri da GGGarth dei Rage Against the Machine.
Due mesi dopo la pubblicazione di Invitation to the Dance la London-Sire Records fallisce, il gruppo decide comunque di continuare l'attività musicale. Dopo avere suonato al Jägermeister tour con Drowning Pool, Coal Chamber e Ill Niño; cominciano a preparare materiale per il nuovo album The Mourning After. Il gruppo scrive ben 21 canzoni ma è costretto a inserire nel disco solo 10 tracce più una traccia bonus, The Day I Died. Nel 2003 firmano un contratto con la Razor & Tie Records e a giugno iniziano a registrare l'album.
Nel 2005 pubblicano tre demo autoprodotti: Hate Mail, How Long e Relapse. Poco dopo i 40 Below Summer annunciano lo scioglimento del gruppo.

## Definizione del genere
A proposito del genere suonato dal gruppo, e sulla sua classificazione nu metal, il cantante Max Illidge definì così il genere del gruppo:

### Dopo i 40 Below Summer
Max Illidge, Joey D'Amico e Hector Graziani hanno formato un nuovo gruppo i Black Market Hero con Micah Havertape alla batteria e alla chitarra Ryan Jurhs ex Flaw. Hector è stato costretto a ritirarsi a causa di una grave perdita dell'udito che lo ha colpito nel corso degli anni.
Il gruppo pubblicherà un nuovo cd intitolato The Last Dance il 31 ottobre 2006, così come un DVD che conterrà l'ultima performance della band (2005) a Starland Ballroom nel New Jersey.

## Formazione
- Max Illidge - voce
- Joey D'Amico - chitarra
- Jordan Plingos - chitarra
- Hector Graziani - basso
- Carlos Aguilar - batteria

## Discografia

### Album in studio
- 1999 - Side Show Freaks
- 2000 - Rain
- 2001 - Invitation to the Dance
- 2003 - The Mourning After
- 2006 - The Last Dance
- 2013 - Fire at Zero Gravity
- 2015 - Transmission Infrared

### EP
- 2000 - Rain